# لودویگ چهارم، امپراتور مقدس روم

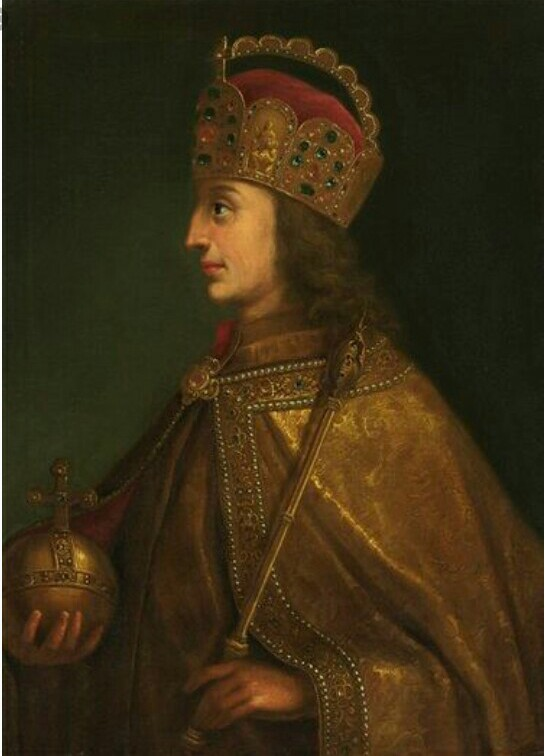
لودویگ چهارم

لودویگ چهارم(به آلمانی: Ludwig IV)(زادهٔ ۱ آوریل ۱۲۸۲- درگذشته ۱۱ اکتبر ۱۳۴۷) پادشاه آلمان (از ۱۳۱۴)، پادشاه ایتالیا (از ۱۳۲۷) و امپراتور مقدس روم (از ۱۳۲۸ میلادی) بود. وی از دودمان ویتلسباخ بود.
او در آغاز دوک بایرن بالا بود و سپس به تدریج دایره نفوذش را بر براندنبورگ و آنگاه پالاتینای رن و سرانجام در ۱۳۴۰ دوک بایرن پایین گسترد و در ۱۳۴۵ کنت هولاند، هنو، زیلاند و فریسلاند گردید.

## زندگی
او که در مونیخ زاده‌شد پسر لودویگ دوم، دوک بایرن بود. مادر او ماتیلدا فن هابسبورگ دختر رودلف یکم بود. آلبرشت یکم نیز دایی او بود.
با مرگ هاینریش هفتم نزد امرای انتخاباتی فریدریش زیبا هماورد او گردید، هیچ‌کدام به رای اکثریت مطلق اعضای آن انجمن که وظیفهٔ گزینش شاه تازه را داشت دست نیافتند؛ در نتیجه لودویگ در آخن تاج‌گذاری کرد و فریدریش در بن. پس از آن سال‌های چندی از خونریزی گذشت و با اینکه پیروزی می‌نمود که از آن فریدریش باشد، ولی در نبرد مولدورف او از لودویگ شکست خورد و به همراه ۱۳۰۰ تن از بزرگان اتریش و سالزبورگ به بند افتادند. فریدریش در دژ تراوسنیتس زندانی شد، ولی در پی پایداری برادرش لئوپولد یکم و فشار پاپ پس از سه سال او آزاد شد.
در ۱۳۲۶ توافق شد که لودویگ امپراتور مقدس روم باشد و فریدریش پادشاه آلمان؛ ولی با مرگ لئوپولد برادر فریدریش در ۱۳۲۶ تنها فرمانروایی اتریش به فریدریش رسید.
در ۱۳۳۷ لودویگ با ادوارد سوم پادشاه انگلستان بر ضد فرانسه متحد شد.
در زمان پادشاهی او و با پشتیبانی‌اش شوالیه‌های تتونیک توانستند لیتوانی و روسیه را بگشایند.
از آنجا که لودویگ دشمنان فراوانی در میان شاهزادگان آلمانی داشت، آنان در ۱۳۴۶ کارل چهارم را به پادشاهی برداشتند. پاپ کلمنت ششم نیز از وی پشتیبانی نمود. در برابر لودویگ از پشتیبانی شهرهای آزاد امپراتوری و شوالیه‌ها بهره‌مند بود. در نبردی که میان دو طرف درگرفت، کارل شکست خورد و از میدان گریخت.
مرگ لودویگ بر اثر سکته مغزی در هنگام شکار خرس در نزدیکی فورستنفلدبروک رخ‌داد.